# Cheilosia dzhungarica
Cheilosia dzhungarica är en tvåvingeart som beskrevs av Barkalov 2008. Cheilosia dzhungarica ingår i släktet örtblomflugor, och familjen blomflugor.
Artens utbredningsområde är Kazakstan. Inga underarter finns listade i Catalogue of Life.